# Прапор Старокозачого
Прапор Старокозачого — офіційний символ села Старокозаче Білгород-Дністровського району Одеської області, затверджений 3 серпня 2012р. рішенням №243-VI сесії сільської ради..

## Опис
На червоному прямокутному полотнищі з співвідношенням сторін 1:2 і двома кісками біля древка вертикальна смуга шириною в 1/10 від довжини прапора, поділена навпіл горизонтально на синю і жовту частини. На червоному полі в центрі жовтий пробитий розширений хрест, вздовж верхнього та нижнього країв ідуть ряди жовтих восьмипроменевих зірок (всього 23). У правому верхньому куті червоної частини герб села. 
23 зірки – символ 23 вулиць села.